# Indirana chiravasi
Indirana chiravasi es una especie de anfibio anuro de la familia Ranixalidae.

## Distribución geográfica
Esta especie es endémica del sudoeste de Maharashtra en la India.

## Descripción
Las 5 muestras masculinas adultas observadas en la descripción original miden de 24 mm a 27 mm de longitud y las 2 muestras adultas femeninas observadas en la descripción original miden de 31 mm a 39 mm de longitud.

## Etimología
El nombre específico chiravasi proviene del idioma maratí chir, la fisura y de vasi, el habitante, en referencia al hábitat de esta especie.

## Publicación original
- Padhye, Modak & Dahanukar, 2014 : Indirana chiravasi, a new species of Leaping Frog (Anura: Ranixalidae) from Western Ghats of India. Journal of Threatened Taxa, vol. 6, p. 6293–6312.[4]